# Tabuairall
Tabuairall (Gallirallus steadmani) är en förhistorisk utdöd fågel i familjen rallar inom ordningen tran- och rallfåglar. 

## Upptäckt
Fågeln beskrevs 2011 utifrån mycket väl bevarade subfossila lämningar funna 2007 på ön Tubuai i Australöarna, Franska Polynesien. Arkeologiska utgrävningar på platsen tidsbestäms till 1200-talet och 1300-talet, när människan relativt nyligen bosatt sig på ön.

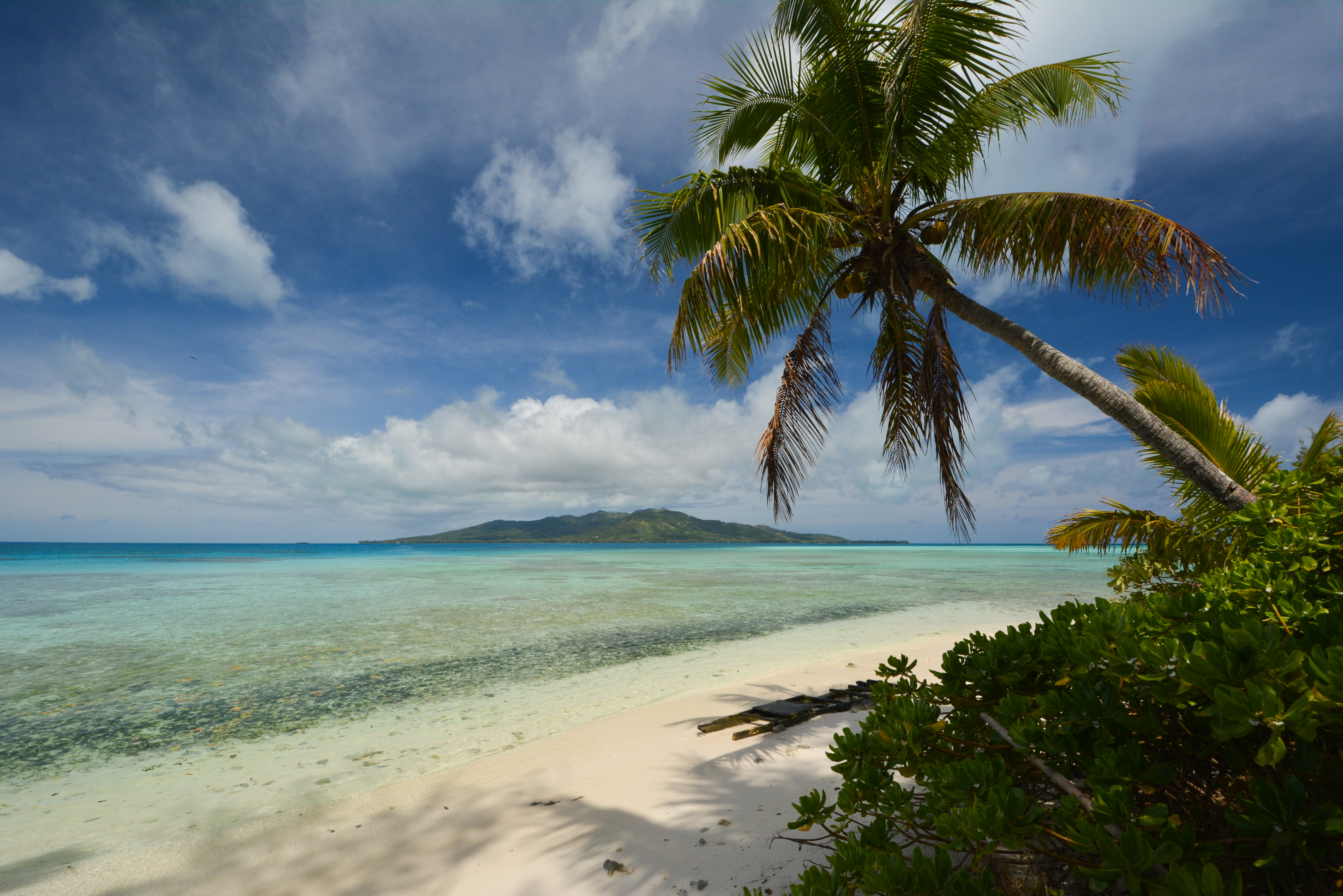
Ön Tabuai.

## Kännetecken
Tabuairallen var en medelstor rall, jämförbar i storlek med rostbandad rall men endast något kraftigare ben. Vingarna var däremot mycket mindre, varför den nästan med säkerhet var flygoförmögen.

## Namn
Artens vetenskapliga namn hedrar David Steadman som beskrivit ett större antal utdöda fågelarter i Gallirallus.